# Zeraphine
Zeraphine — німецький рок-гурт із Берліна, створений у 2000 році Свеном Фрідріхом (вокал, програмування, провідний автор текстів) і Норманом Селбігом (гітари) з колишнього на той час гурту Dreadful Shadows.

## Історія
Після того, як відомий гот-рок-гурт Dreadful Shadows вирішив розійтися, Свен і Норман почали співпрацю з його колишнім продюсером Томмі Хайном над проєктом під назвою Helix. Позаяк назву Helix взяла інша група, вони були змушені перейменуватися на Zeraphine — слово, взяте з Танаху, походить від серафимів, класу ангелів у традиційному юдаїзмі та православному християнстві. Опісля гурт підписав контракт зі звукозаписним лейблом Drakkar Entertainment.
Спочатку до проєкту студійними музикантами приєдналися додаткові учасники Мануель Сенгер (гітари), Майкл Непп (бас) і Марцеллус Пулеманн (ударні). Після виходу їхнього дебютного альбому вже кожен учасник почав привносити музику та ідеї до наступних релізів.
Дебютний альбом Zeraphine, Kalte Sonne (2002), здобув популярність завдяки своїй ліриці; на відміну від Dreadful Shadows, чиї пісні були повністю написані англійською, Свен вирішив написати альбом повністю німецькою, посилаючись на те, що «я просто намагався перенести свій стиль письма на рідну мову, і мені це дуже сподобалося. Я завжди думав, що це буде неможливо». У наступному альбомі Traumaworld (2003) Свен повернувся до англійської, лише дві пісні були написані німецькою. Тонально тексти альбому були жорсткішими, оскільки гурт черпав натхнення у своїх почуттях з приводу війни в Іраку. Однак, коли дійшло до просування альбому, синглом було обрано більш оптимістичний «Be My Rain» (2003). На пісню «Be My Rain» було знято відеокліп (що складався із записів наживо), а також випущено обмежений промо-диск, що містив альбомні, радіо- та клубні мікси головної пісні, а також кавер на пісню Depeche Mode «In Your Room».
У 2004 році Zeraphine приєдналася до HIM під час гучного туру Європою, що відкрило групу для ширшої аудиторії. В очікуванні туру Zeraphine знову вирушила в студію, щоб записати сингл «New Year's Day» (2004), який містить кавер-версію пісні U2 і два інших оригінальних треки. Відразу після завершення туру Zeraphine випустила ще один сингл «Die Macht in dir» (2004), що натякало на повний альбом в наступному році. Сингл, як і головний трек, складався з альтернативних версій «Kaltes Herz», «Die Macht in dir», і (в обмеженому випуску) «Until I Finally Drown».
Реліз Blind Camera (2005) викликав позитивну реакцію як у шанувальників, так і у критиків, і знову відправив Zeraphine у дорогу, ставши хедлайнером їхньої подорожі Європою. Особливим став баланс німецьких та англійських текстів — майже половина пісень на Blind Camera написана німецькою. Сама платівка була написана як напівконцептуальний альбом, що торкається таких тем, як сприйняття та реальність.

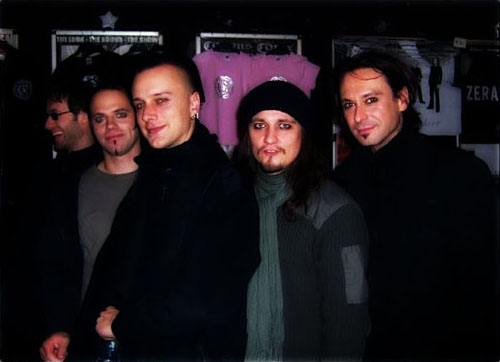
Zeraphine у 2006 році

У 2006 році Zeraphine оголосили, що вони розривають свої відносини з лейблом Drakkar Entertainment, щоб мати більше творчого контролю над своїм наступним записом. Still (2006), випущений лейблом Phonyx Records (керованим самим гуртом і продюсером Томмі Хайном), було виконано з помітно меншим «поліруванням», ніж їхні попередні альбоми. Це було пов'язано з рішенням гурту перейти до стилю запису, менш орієнтованого на студію, та більш живого звучання. Було випущено два видання альбому: звичайне та розширене; останнє — з додатковою піснею та музичним відео до головної композиції та синглу «Still». Назва платівки має представляти як німецьке, так і англійське значення, коментуючи подвійність ліричного змісту альбому.
Гурт був значно менш активним у 2007 році, коли Свен і Норман знову приєдналися до Dreadful Shadows виключно для концертів. Також у цей час Свен почав працювати над побічним електронним сольним проєктом Solar Fake. Протягом цього часу також випущено збірний альбом під назвою Years in Black (2007). Він містив пісні з усіх чотирьох альбомів, і хоча до нього не було включено жодного неопублікованого матеріалу (деякі фанати у зв'язку з цим вважали, що їх «обікрали»), трек «Be My Rain» додали у радіоміксі замість альбомної версії.
Zeraphine продовжувала гастролювати та виступати на фестивалях протягом 2007 та 2008 років, а кілька нових пісень увійшли до концертних програм у другій половині 2008 року.

## Дискографія

### Альбоми
- Kalte Sonne (2002)
- Traumaworld (2003)
- Blind Camera (2005)
- Still (2006)
- Whiteout (2010)
- Tributes (2019; кавер-альбом з 11 треками, випущений обмеженим тиражом у 1000 примірників ексклюзивно для членів фан-клубу Shadowplay)

### Збірки
- Years in Black (2007)

### Сингли
- «Die Wirklichkeit» (2002 promo-only single)
- «Be My Rain» (2003 promo-only single)
- «New Year's Day» (2004)
- «Die Macht in dir» (2004)